# NGC 4232
NGC 4232 (другие обозначения — UGC 7303, MCG 8-22-93, ZWG 243.59, IRAS12143+4743, PGC 39353) — пекулярная спиральная галактика с перемычкой (морфологический тип по Вокулёру SBb/P) в созвездии Гончих Псов. Открыта Уильямом Гершелем в 1788 году.
Этот объект входит в число перечисленных в оригинальной редакции «Нового общего каталога».
NGC 4232 на фотографиях видна как наклонная спиральная галактика с ярким ядром, очень короткой перемычкой, идущей с севера на юг, и двумя широкими спиральными рукавами. Рядом со спиральным рукавом на юге — очень слабая звезда поля. Галактика находится к югу от её близкого компаньона NGC 4231, с которым она, по-видимому, составляет физическую пару (угловое расстояние между ними 1,1′ соответствует линейному спроецированному расстоянию 107 тыс. световых лет). При визуальном наблюдении в любительский телескоп галактика немного более заметна, чем её спутник NGC 4231, она выглядит как слегка овальное пятно света с широкой более светлой областью в середине. Радиальная скорость: 7315 км/с. Расстояние: 327 млн световых лет. Диаметр: 124 тыс. световых лет.